# Basilio Rodríguez Cañada
Basilio Rodríguez Cañada (Navalvillar de Pela, província de Badajoz, 1961) é um escritor, editor, professor, poeta, africanista, articulista e gestor cultural espanhol.

## Biografia
Basilio Rodríguez Cañada nasceu em 1961, no município de Navalvillar de Pela, na província de Badajoz, que pertence à comunidade autónoma de Extremadura. É licenciado em Ciências da Educação pela Universidade Complutense de Madrid.
De 1989 até 2003 foi subdirector do Colégio Maior Universitário “Nossa Senhora de África”, dependente do Ministério de Assuntos Exteriores de Espanha e agregado à Universidade Complutense de Madrid. Foi, também, fundador e presidente da Associação para Actividades Conjuntas dos Colégios Maiores Universitários de Madrid.
De 2001 até 2006 foi professor de Técnicas de Direcção e de Comunicação na Instituição Universitária Mississippi de Madrid, dependente da University of Southern Mississippi (USA). Tem sido professor convidado em diferentes universidades espanholas e estrangeiras, e conferencista habitual em diferentes instituições nacionais e internacionais.
Tem colaborado com diversos jornais e revistas: ABC, Ler, Estudos Africanos, Carácter, Turia, The European Magazine, etc. Também tem realizado várias exposições de fotografia e suas obras têm sido publicadas em numerosos meios especializados.
De 2005 até Dezembro de 2007, apresentou e coordenou o programa televisivo semanal “Tempo de tertulia”.
De 2012 a 2015 foi presidente da Associação Espanhola de Africanistas, Secção Espanhola do Conselho Europeu de Estudos Africanos. Foi refundador e é o actual presidente do PEN Clube Espanhol. Também é presidente do Grupo Editorial Sial Pigmalión, fundado em 1997.
Em 2018 Rodríguez Cañada recebeu o prêmio “Estrela de Ouro" outorgado pelo Instituto para a Excelência Profissional (IEP), como reconhecimento pelo seu labor profissional e compromisso com a Excelência.
Em 2020 recebe o Prêmio Europeu Para a Qualidade Empresarial, outorgado pela Associação Europeia de Economia e Competitividade, como reconhecimento pela sua trajectória profissional.

## Obras do autor
Sua obra tem obtido diversos galardões literários e tem sido traduzida ao árabe, italiano, francês, inglês, alemão, português, grego, russo, galego e catalão.
Livros de poesia:
- As adolescentes (1986, 1996 e 1997)
- Credor de eternidades (1996 e 1997)
- Afluentes da memória (1997)
- A fonte de jade (1998)
- O lume azul (1999)
- Breve antología poética. 1983-2000 (2000)
- Amiga, amante, parceira (2001)
- País de sombras (2001)
- Viagem ao alva (2005)
- A brisa e o simún. Poema dramático (2006)
- Teve um tempo (2008)
- Soma poética. 1983-2007 (2011)
- Sobre a pele do amor (2017)
- Imagina-te! Antología (2018)

Estudos sobre sua poesia:
- O imaginário poético de Basilio Rodríguez Cañada. Intimidades, itinerarios, remembranzas (2019)
- A pele da poesia de Basilio Rodríguez Cañada (2019)

Outras obras:
- Poesia Ultimísima. 35 vozes para abrir um milénio (1997)
- Milénio. Ultimísima Poesia Espanhola. Antología (1997)
- Conflitos e cooperação em África actual (2000)
- O sonho da pirâmide (2012)